# Краньо, Алессио
Алессио Краньо (итал. Alessio Cragno; род. 28 июня 1994[…], Фьезоле, Тоскана) — итальянский футболист, вратарь клуба «Монца», выступающий на правах аренды за клуб «Сассуоло», и сборной Италии. Выступал за юношеские и молодёжную сборные Италии.

## Карьера
Игрок начал свою футбольную карьеру в клубе «Брешиа», в основном составе которого дебютировал 25 сентября 2012 года, выйдя в стартовом составе в матче Серии B против «Модены», который завершился победой «Брешии» со счётом 2:1. В сезоне 2013/14 Краньо стал основным вратарём команды и принял участие в 30 матчах Серии B, пропустив в них 41 гол.
В июле 2014 года игрок перешёл в клуб «Кальяри», выступающий в Серии A. Краньо подписал с командой четырёхлетний контракт, сумма трансфера составила около 1,6 млн евро. Первый матч в чемпионате Италии футболист провёл 21 сентября 2014 года, выйдя в основном составе в гостевом матче против «Ромы», завершившегося поражением «Кальяри» со счётом 0:2. В январе 2016 года игрок был арендован клубом «Виртус Ланчано», играющим в Серии B. Летом 2016 года Краньо вернулся из аренды и продлил контракт с «Кальяри» до 2020 года. В июле игрок был отдан в аренду клубу «Беневенто», новичку Серии B нового сезона. Краньо отыграл за команду 38 матчей во всех турнирах в сезоне 2016/17 и был признан лучшим игроком Серии B, а «Беневенто» вышел в высший дивизион.
Летом 2017 года Краньо вернулся в «Кальяри» и в сезоне 2017/18 стал основным вратарём команды, отыграв в 29 матчах чемпионата. Зимой 2018 года игрок продлил контракт с «Кальяри» до 2022 года.

## Карьера в сборной
Выступал за юношеские сборные Италии разных возрастов. 4 июня 2014 года дебютировал за молодёжную сборную Италии, выйдя на замену в товарищеском матче против Черногории.
В июне 2017 года Краньо был включён в состав сборной Италии на чемпионат Европы 2017 года среди молодёжных команд. Италия в итоге проиграла в полуфинале турнира Испании, а сам Краньо не появился на поле.

## Достижения
- Бронзовый призёр (полуфиналист) молодёжного чемпионата Европы 2017 года
- Лучший игрок Серии B: 2016/17